# Ponteils-et-Brésis
Ponteils-et-Brésis este o comună în departamentul Gard din sudul Franței. În 2009 avea o populație de 329 de locuitori.

## Evoluția populației
| An        | 1975 | 1982 | 1990 | 1999 | 2006 | 2009 |
| --------- | ---- | ---- | ---- | ---- | ---- | ---- |
| Populație | 301  | 353  | 271  | 280  | 311  | 329  |